# Mbali Hlophe

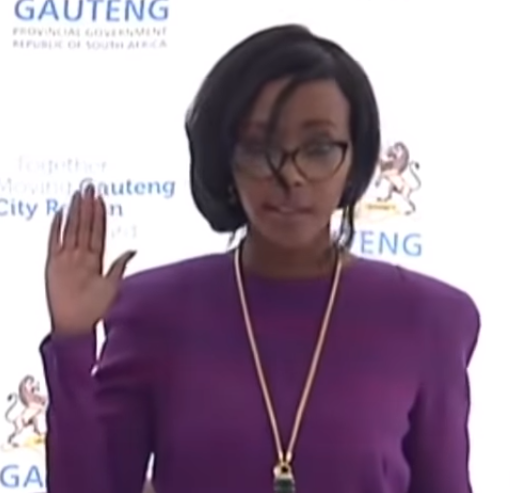
Mbali tomando posse

Mbali Dawn Hlophe é uma política sul-africana. Ela é membro do Conselho Executivo (MEC) de Desporto, Arte, Cultura e Recreação no governo de Gauteng desde 30 de maio de 2019. Membro do Congresso Nacional Africano, ela é membro da legislatura provincial (MPL) de Gauteng desde 22 de maio de 2019.

## Infância e educação
Hlophe nasceu em Soweto, na antiga província do Transvaal, na África do Sul. O seu pai trabalhava como padre na Igreja Velha Apostólica. Ela matriculou-se na Parktown Girls High School e estudou na Universidade de Witwatersrand.

## Carreira política
Hlophe serviu como presidente do conselho de representantes estudantis da Wits. Ela também foi membro do comité executivo provincial da Liga da Juventude do Congresso Nacional Africano por dois mandatos consecutivos e também foi a sua porta-voz.
Na eleição geral realizada em 8 de maio de 2019, ela foi eleita para a legislatura provincial de Gauteng como representante do ANC, e foi empossada como MPL em 22 de maio. Em 29 de maio, o premier David Makhura anunciou o seu conselho executivo. Hlophe foi nomeada MEC responsável pelo Departamento Provincial de Desporto, Arte, Cultura e Recreação. Ela prestou juramento no dia seguinte.